# Буддизм и христианство

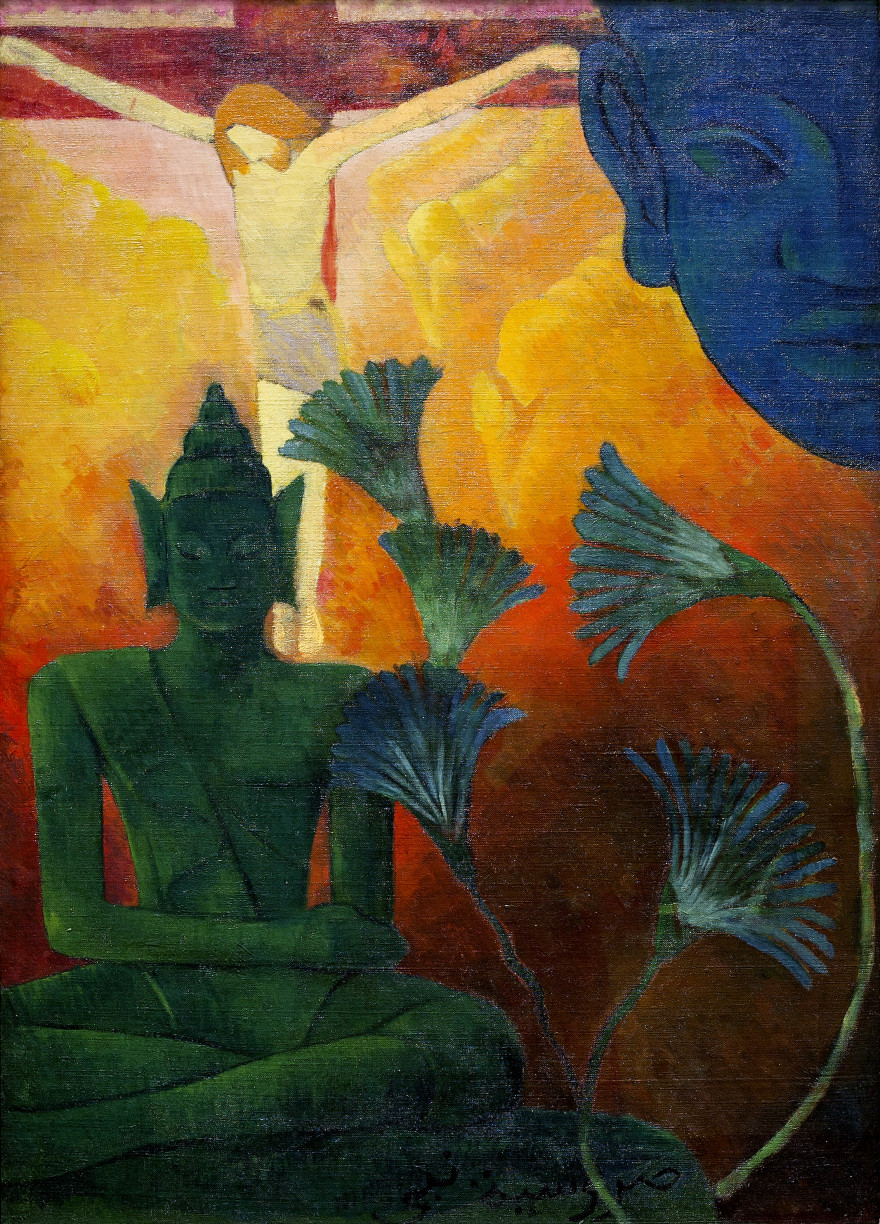
Христос и Будда, Поль Рансон, 1880

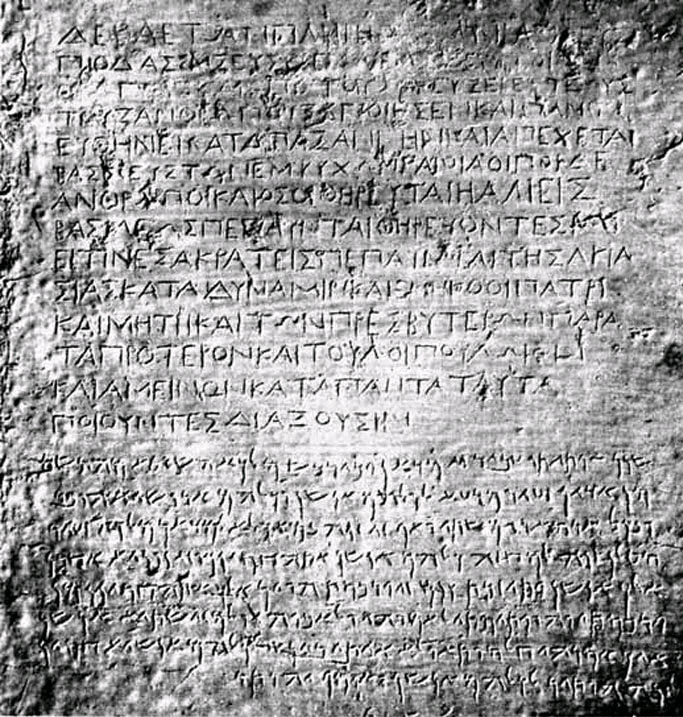
Двуязычный указ (греческий и арамейский) 3-го века до нашей эры индийского буддийского царя Ашоки, см. Эдикты Ашоки из Кандагара. Этот указ поддерживает принятие «благочестия», используя греческий термин «эвсебея» для обозначения Дхармы. Кабульский музей.

Не существует однозначной аналогии между традициями буддизма и христианства. Обе религии имеют фундаментальные различия, начиная с монотеизма. В буддизме отсутствует теизм (отсутствие существования бога-творца), который идет вразрез с учением о Боге в христианстве. Важно также различие идей о карме. Буддизм никак не комментирует распятие Иисуса как историческое событие. Жертва Иисуса, как искупление за грехи человечества идёт вразрез с буддийскими учениями.

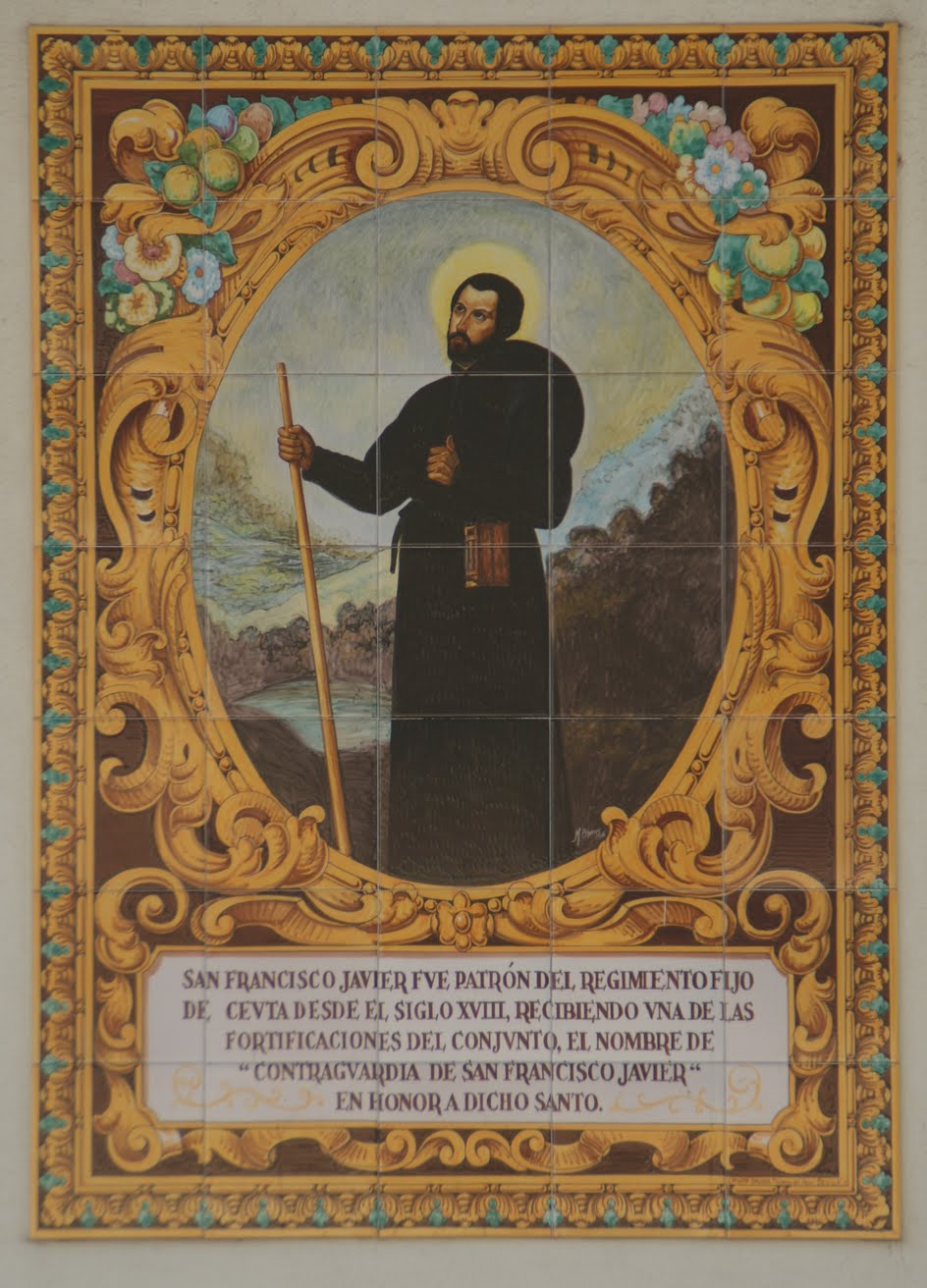
Мозаика с изображением раннего миссионера на Восток Святого Франциска Ксавьера

## Истоки и ранние контакты
История буддизма восходит к тому месту, где сейчас находится Бодх-Гая, Индия, почти за шесть веков до христианства, что делает его одной из старейших религий, которые все ещё практикуются.
Истоки христианства восходят к римской Иудее в начале первого века. Четыре канонических евангелия датируются примерно 70–90 годами нашей эры, а послания Павла были написаны до них примерно в 50–60 годах нашей эры. К началу второго века постапостольское христианское богословие оформилось в трудах таких авторов, как Ириней, хотя христианство рассматривается как исполнение еврейского пророчества о «Мессии», которое возникло гораздо раньше.
Начиная с 1930-х годов такие авторы, как Уилл Дюрант, предположили, что греко-буддийские представители императора Ашоки, которые путешествовали в Сирию, Египет и Грецию, могли помочь подготовить почву для христианского учения. Буддизм был широко известен в восточно-греческом мире (греко-буддизм) и стал официальной религией восточных греческих царств-преемников империи Александра Великого (Греко-Бактрийское царство (250 г. до н.э. — 125 г. до н.э.) и Индо-греческое царство (180 г. до н.э. — 10 г. н.э.)). Известны несколько выдающихся греческих буддийских миссионеров (Махадхармараксита и Дхармаракшита), а также индо-греческий царь Менандр I, обратившийся в буддизм, и считающийся одним из великих покровителей буддизма. (См. Милиндапаньха.) Некоторые современные историки предполагают, что дохристианские монашеские ордена терапевтов в Египте, возможно, являются деформацией палийского слова «Тхеравада», разновидностью буддизма, и движение могло «почти полностью черпать (своё) вдохновение из учений и практик буддийского аскетизма». Возможно, они даже были потомками посланников Ашоки на Запад.
Буддийские надгробия периода Птолемея были найдены в Александрии в Египте, украшенные изображениями колеса Дхармы, что свидетельствует о том, что буддисты жили в эллинистическом Египте в то время, когда зародилось христианство. Присутствие буддистов в Александрии заставило одного автора заметить: «Позже в этом самом месте были основаны некоторые из наиболее активных центров христианства». Тем не менее современные христианские ученые обычно считают, что нет прямых доказательств какого-либо влияния буддизма на христианство, и ряд научных богословских работ не поддерживают эти предположения. Однако некоторые историки, такие как Джерри Х. Бентли, предполагают, что существует реальная возможность того, что буддизм повлиял на раннее развитие христианства.
Известно, что выдающиеся ранние христиане знали о Будде и некоторых буддийских историях. Святой Иероним (IV век н.э.) упоминает о рождении Будды, который, по его словам, «родился от девственницы»; Было высказано предположение, что эта буддийская легенда о непорочном рождении повлияла на христианство. Отец ранней церкви Климент Александрийский (умер в 215 г. н.э.) также знал о Будде и писал в своей Стромате (Кн. I, Гл. XV): «Индийские гимнософисты тоже в этом числе, и другие философы-варвары. И из них есть два класса, некоторые из них называются шраманами, а другие — брахманами. А те из шраманов, которых называют «хилобии», не живут в городах и не имеют крыш над ними, но одеты в древесную кору, питаются орехами и пьют воду из рук. Подобно тем, кого называют энкратитами в наши дни, они не знают ни брака, ни зачатия детей. Некоторые из индийцев также подчиняются заповедям Будды (Βούττα), которого они из-за его необычайной святости возвысили до божественных почестей».
В средние века на Западе не было и следа буддизма. В XIII веке иностранные путешественники, такие как Иоанн де Плано Карпини и Гильом де Рубрук, отправляли отчеты о буддизме на Запад и отмечали некоторые сходства с несторианскими общинами. Действительно, синкретизм на Востоке между несторианским христианством и буддизмом существовал вдоль Великого шелкового пути на протяжении всей античности и средневековья, и особенно ярко проявился в средневековой церкви Востока в Китае, о чём свидетельствуют сутры Иисуса.
Когда европейские христиане установили более прямой контакт с буддизмом в начале XVI века, католические миссионеры, такие как Святой Франциск Ксавьер, прислали обратно отчеты о буддийских практиках. С появлением санскритских исследований в европейских университетах в конце 18-го века и последующим появлением буддийских текстов началась дискуссия о правильном знакомстве с буддизмом. Со временем буддизм собрал последователей, и в конце XIX века первые жители Запада (например, сэр Эдвин Арнольд и Генри Олкотт) обратились в буддизм, и в начале XX века первые жители Запада (например, Ананда Меттейя и Ньянатилока) вошли в буддийскую монашескую жизнь.

## Христианская критика
Как пишет философ Николай Лосский, «мир сотворен Всемогущим и Всеблагим Богом, Который есть само Добро, сама Красота и Истина». Существующий мир все ещё несёт в себе «черты добра, красоты и истины», и поэтому
Абсолютное неприятие мира, желание разрушить мир было бы хулою на Духа Святого и бунтом против Бога. Христианин отвергает в мире только зло, но он полагает, что зло не есть неизбежная принадлежность бытия: оно внесено в мир самой тварью, неправильно пользующейся свободой своей воли. <…>
Буддизм, в противоположность христианству, проповедует абсолютное неприятие мира; его идеал — полное уничтожение мира и прежде всего уничтожение личного бытия, самоуничтожение.
В 1997 году, до того, как стать Папой Бенедиктом XVI, кардинал Йозеф Алоис Ратцингер критиковал буддизм как «духовный эгоцентризм без конкретных религиозных обязанностей». Однако это была критика не буддизма в целом, но католиков, практикующих некоторые буддийские практики.